# Anthyperythra
Anthyperythra is een geslacht van vlinders van de familie spanners (Geometridae), uit de onderfamilie Ennominae.

## Soorten
- A. caladsaota Hampson, 1902
- A. hermearia Swinhoe, 1891
- A. legataria Herrich-Schäffer, [1852] 184, 1856
- A. rhomalea Prout, 1928